# أنجيلو كينغ
أنجيلو كينغ (بالإنجليزية: Angelo King)‏ هو لاعب كرة قدم أمريكية أمريكي، ولد في 10 فبراير 1958 في كولومبيا في الولايات المتحدة.

## وصلات خارجية
- أنجيلو كينغ على موقع مرجع كرة القدم المحترفة.كوم (الإنجليزية)